# Q梅西纳-帕拉泽克多项式

QMEIXNER-POLLACZEK 2D PLOT

Q梅西纳-帕拉泽克多项式定义如下：
{\displaystyle P_{n}(x;a|q)=a^{-n}e^{in\phi }}{\displaystyle {\frac {a^{2};q_{n}}{(q;q)_{n}}}}{\displaystyle _{3}\Phi _{2}(q^{-}n,ae^{i(\theta +2\phi )},ae^{-i\theta };a^{2},0|q;q)}

## 极限关系
连续q哈恩多项式→Q梅西纳-帕拉泽克多项式
{\displaystyle {\frac {p_{n}(cos(\theta +\phi );a,0,0,a;q)}{(q;q)_{n}}}=P_{n}(cos(\theta +\phi );a|q)}
Q梅西纳-帕拉泽克多项式→连续q超球面多项式
{\displaystyle P_{n}(cos\phi ;\beta |q)=C_{n}(cos\phi );\beta |q)}
Q梅西纳-帕拉泽克多项式→连续q拉盖尔多项式
{\displaystyle P_{n}(cos(\theta +\phi );q^{\alpha /2+1/2}|q)=}{\displaystyle q^{(-\alpha /2-1/4)*n}*P_{n}^{(}\alpha )(cos\theta |q)}

## 图集
|  |  |  |

|  |  |  |